# Ludwigia hyssopifolia
Ludwigia hyssopifolia är en dunörtsväxtart som först beskrevs av George Don jr, och fick sitt nu gällande namn av Arthur Wallis Exell. Ludwigia hyssopifolia ingår i släktet ludwigior, och familjen dunörtsväxter. Inga underarter finns listade i Catalogue of Life.

## Bildgalleri

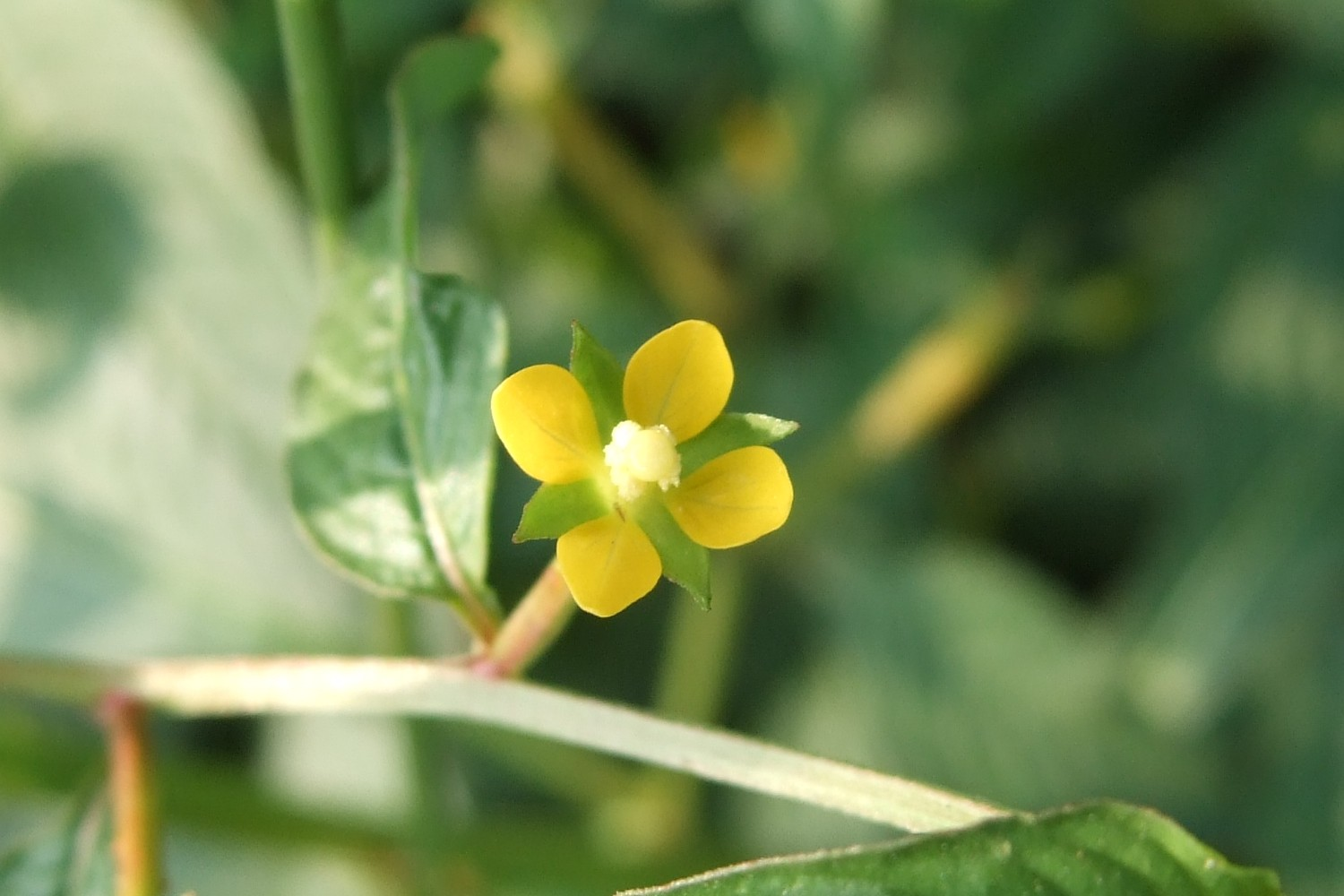
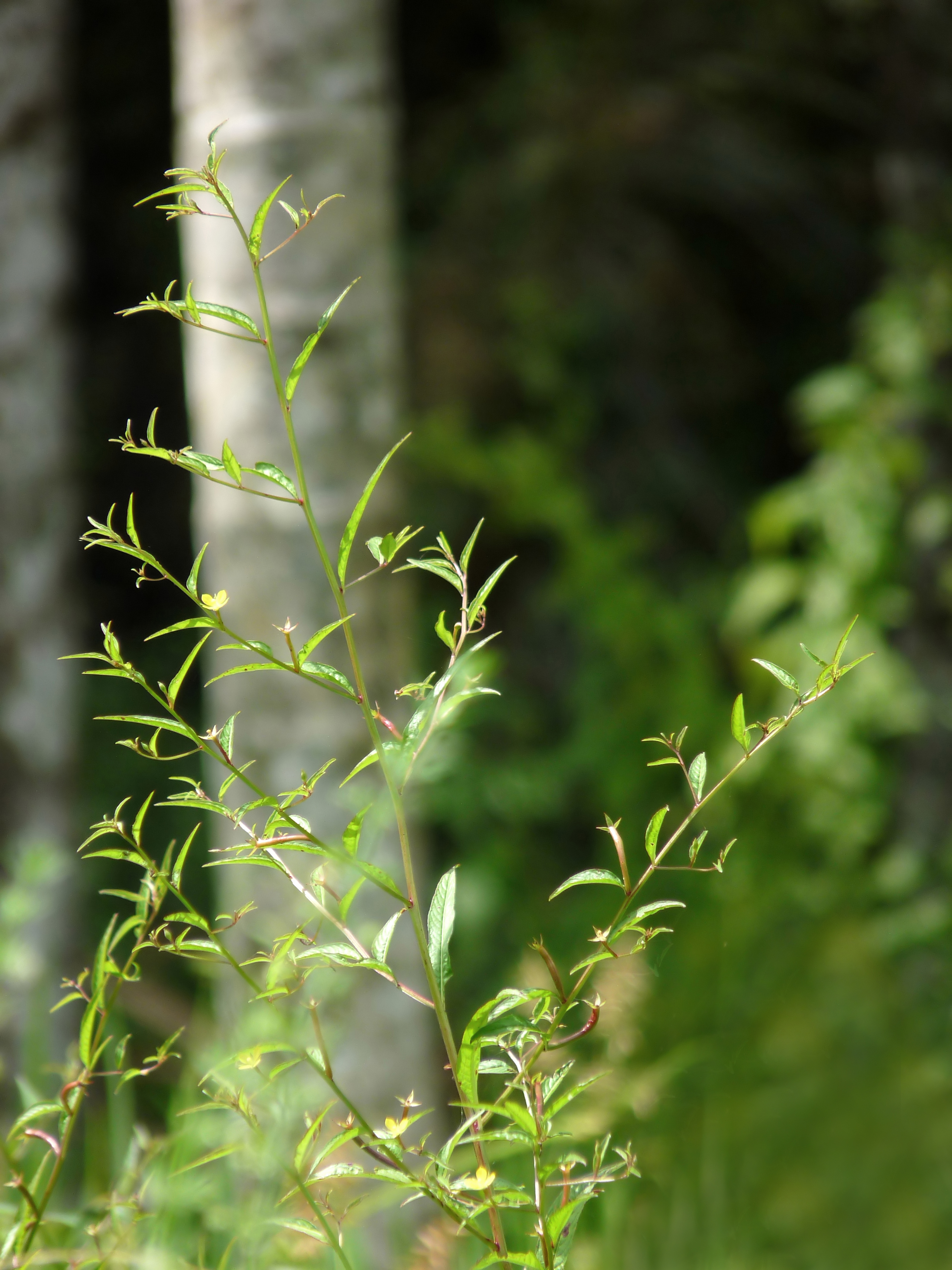
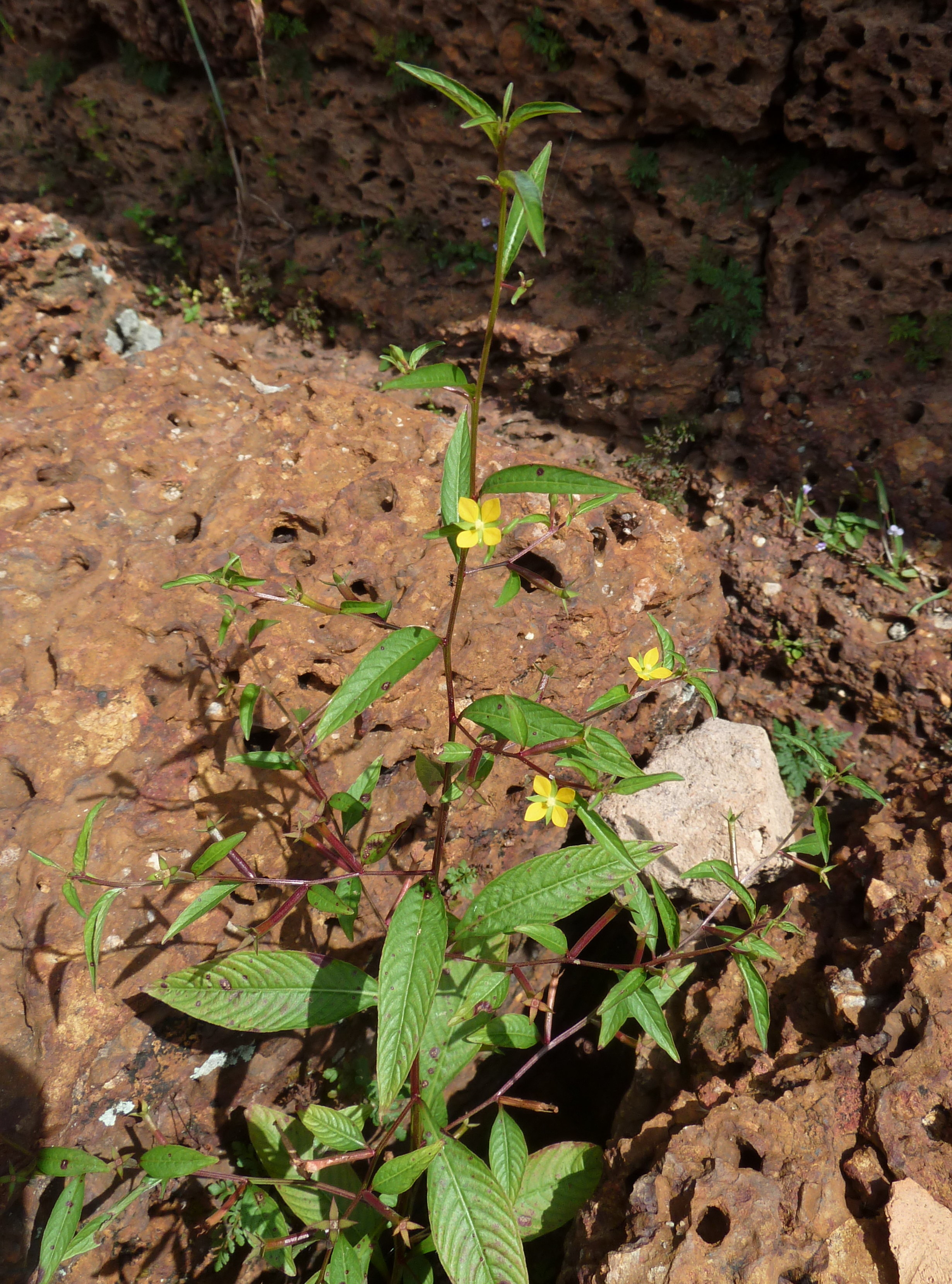
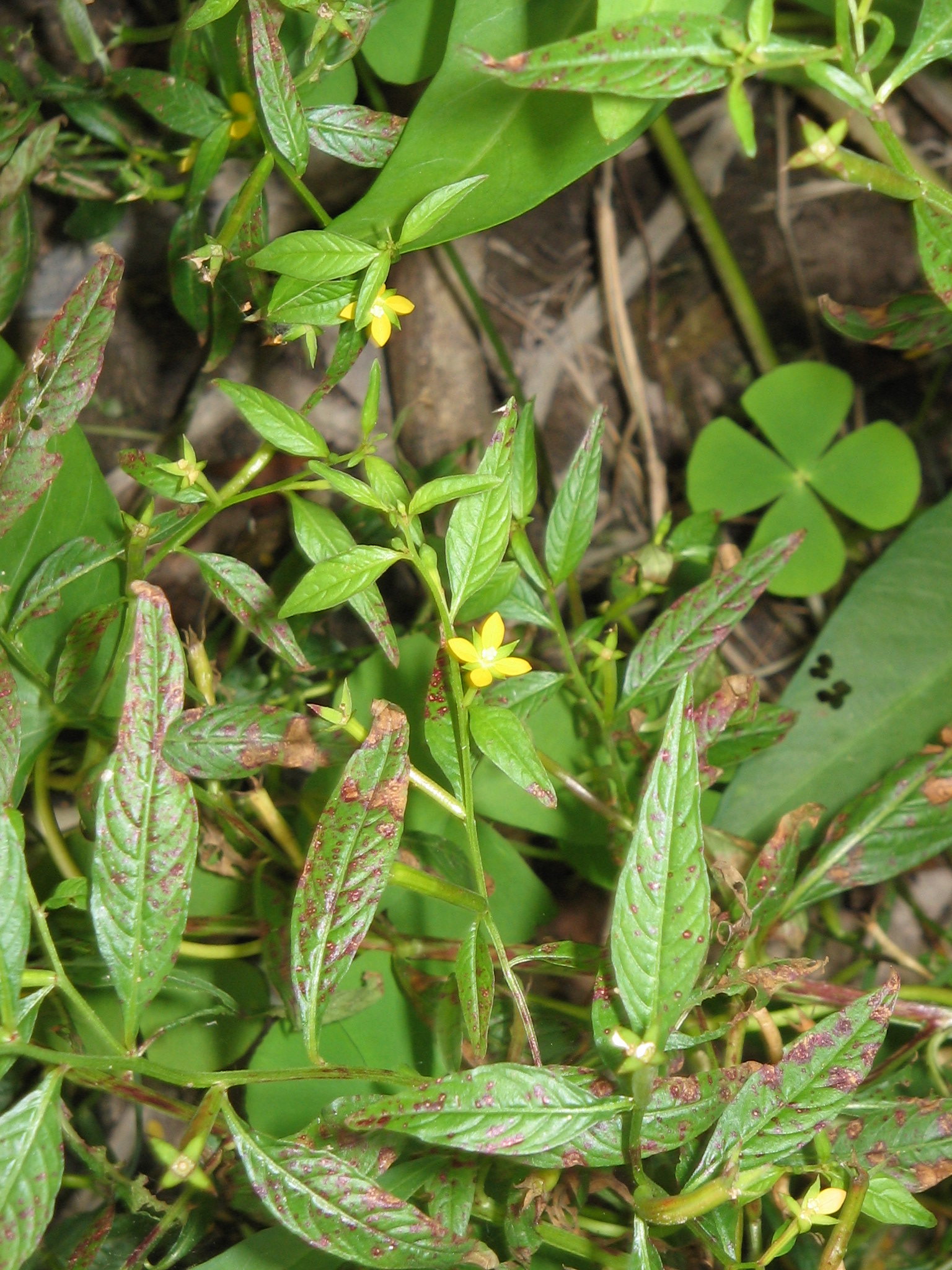